# Delahaye type 135 Dubos « Gascogne »
 (décembre 2023).
Si vous disposez d'ouvrages ou d'articles de référence ou si vous connaissez des sites web de qualité traitant du thème abordé ici, merci de compléter l'article en donnant les références utiles à sa vérifiabilité et en les liant à la section « Notes et références ».
Le coach Delahaye type 135 « Gascogne » carrossé par Dubos fut produit en une vingtaine d'exemplaires de 1949 à 1951.

## Histoire
La collaboration de la carrosserie Dubos avec la marque Delahaye débuta avant la Seconde Guerre Mondiale avec la création d'un cabriolet sur châssis 135 M, présenté au salon de Paris 1937. Louis DUBOS décède en 1947 et ce sont ses trois fils (Léo, Pierre et Jean) qui reprirent l'entreprise et s'attachèrent à réaliser des voitures sobres mais élégantes. Sur châssis Delahaye 135 M, le carrossier réalisa un premier coach largement inspiré des lignes d'avant-guerre. Puis au salon 1949, il présenta 2 coachs : un coach « Gascogne » blanc et un second coach. Ce dernier avait la particularité d'être un mixte entre la version de 1947 et la version « Gascogne ». Ce modèle est probablement unique et séjourne au Brésil.
Ce châssis type 135 M est habillé d'une nouvelle ligne plus sportive que la publicité citera comme « coach grand luxe ».
La ligne de cette voiture est l'œuvre de Philippe Charbonneaux.

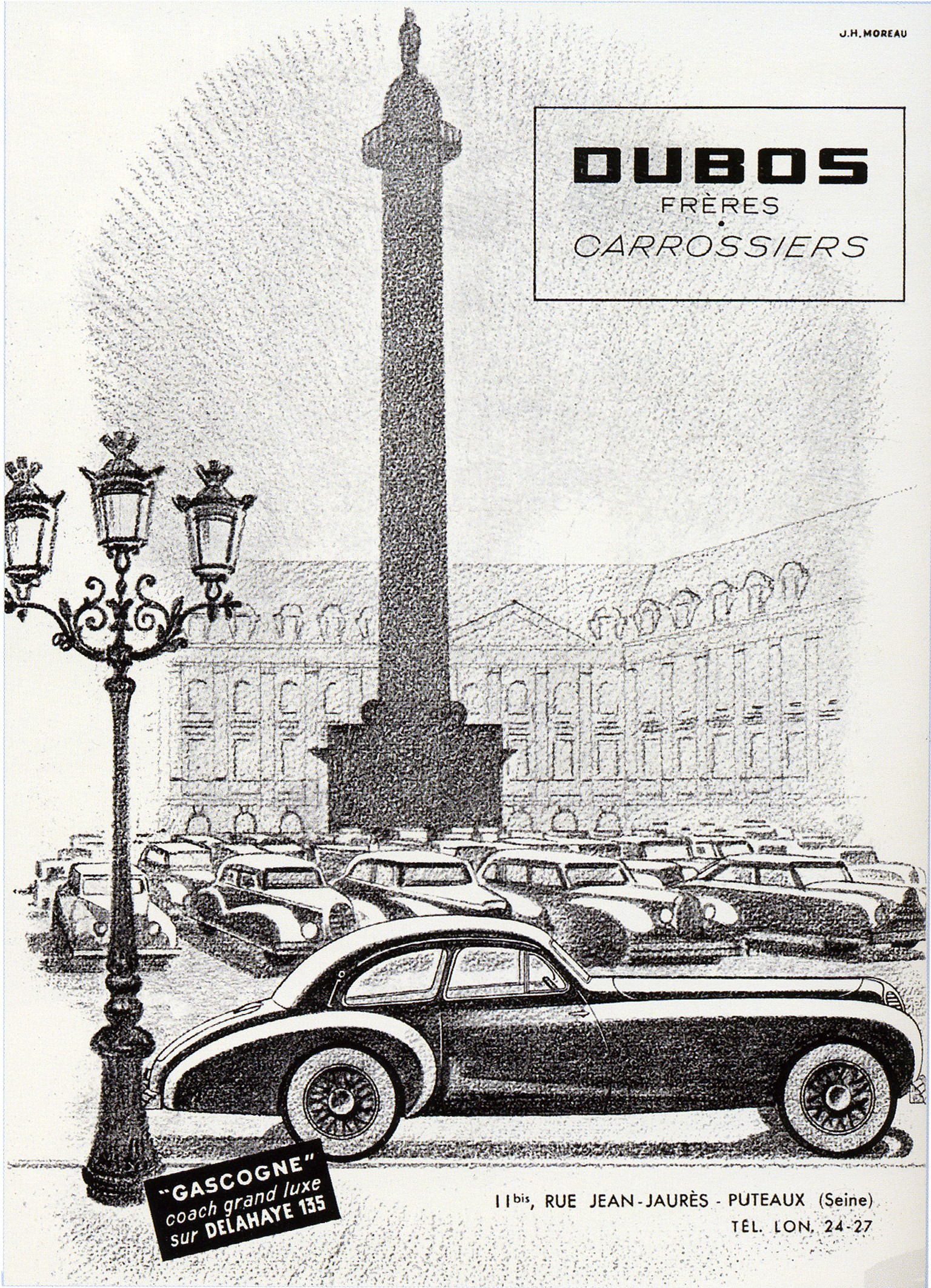
Publicité carrossier Dubos Frères.

## Particularités
- Quatre coachs sont équipés d'un capot Grand Sport avec des ouïes pour l'aération du moteur.
- Un coach est équipé de volets d'aération de part et d'autre des ailes avant.
- Un coach est uniquement équipé des deux projecteurs alors que tous les autres modèles bénéficient en plus de feux de position.

La majorité des coachs sont de couleur noir, d'autres blanc et quelques-uns sont bleu.

## Étude Stylistique
La ligne de cette voiture est souvent qualifiée de « racée » et « sportive ».
En effet, la légère inclinaison des vitres latérales vers le bas valorise la puissance développée par le moteur qui « tire » l'avant de  la voiture vers le haut.
De plus, cette vision est confortée par un espace moteur démesurément long.

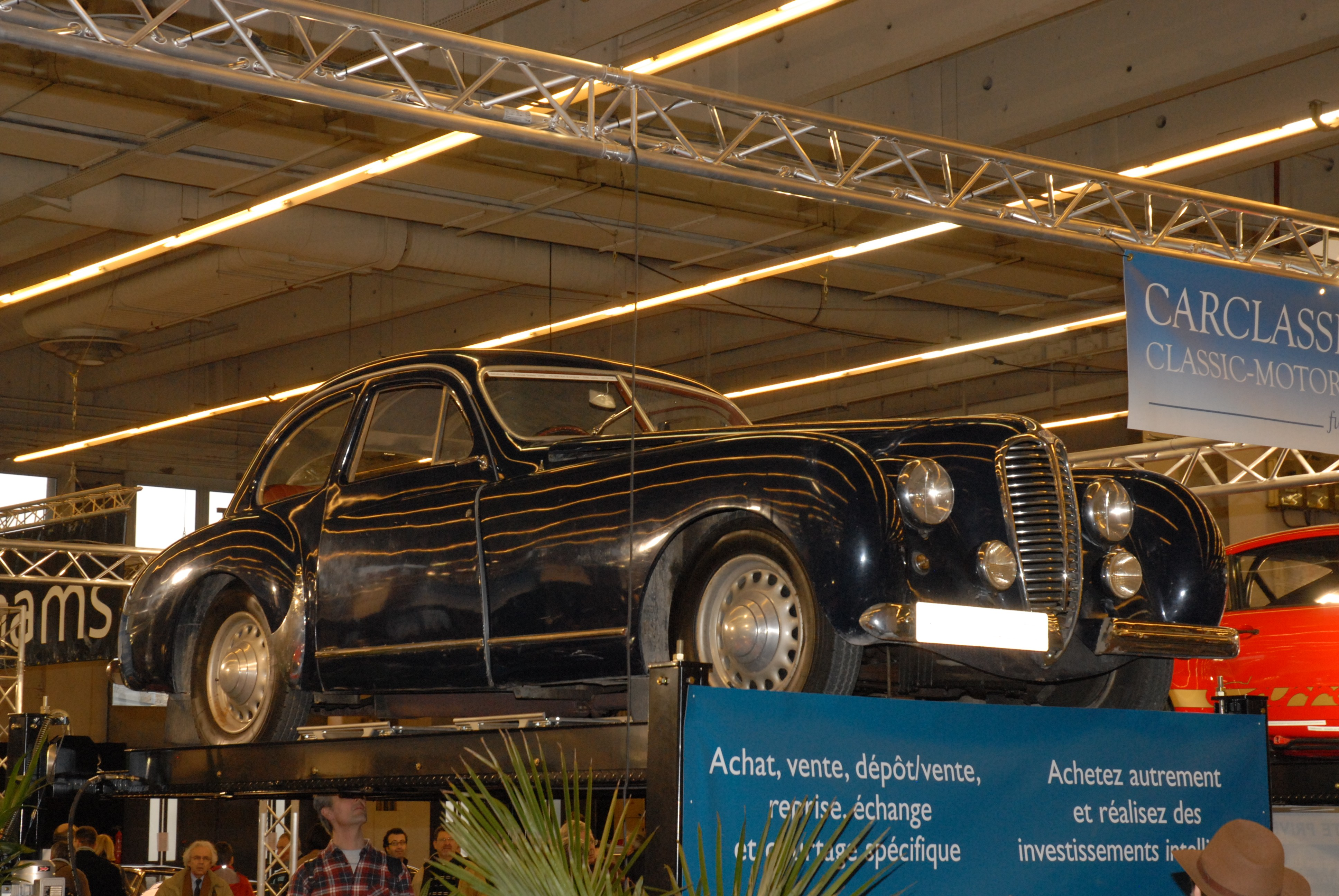
Coach de 1949 à Rétromobile 2009 (avant).
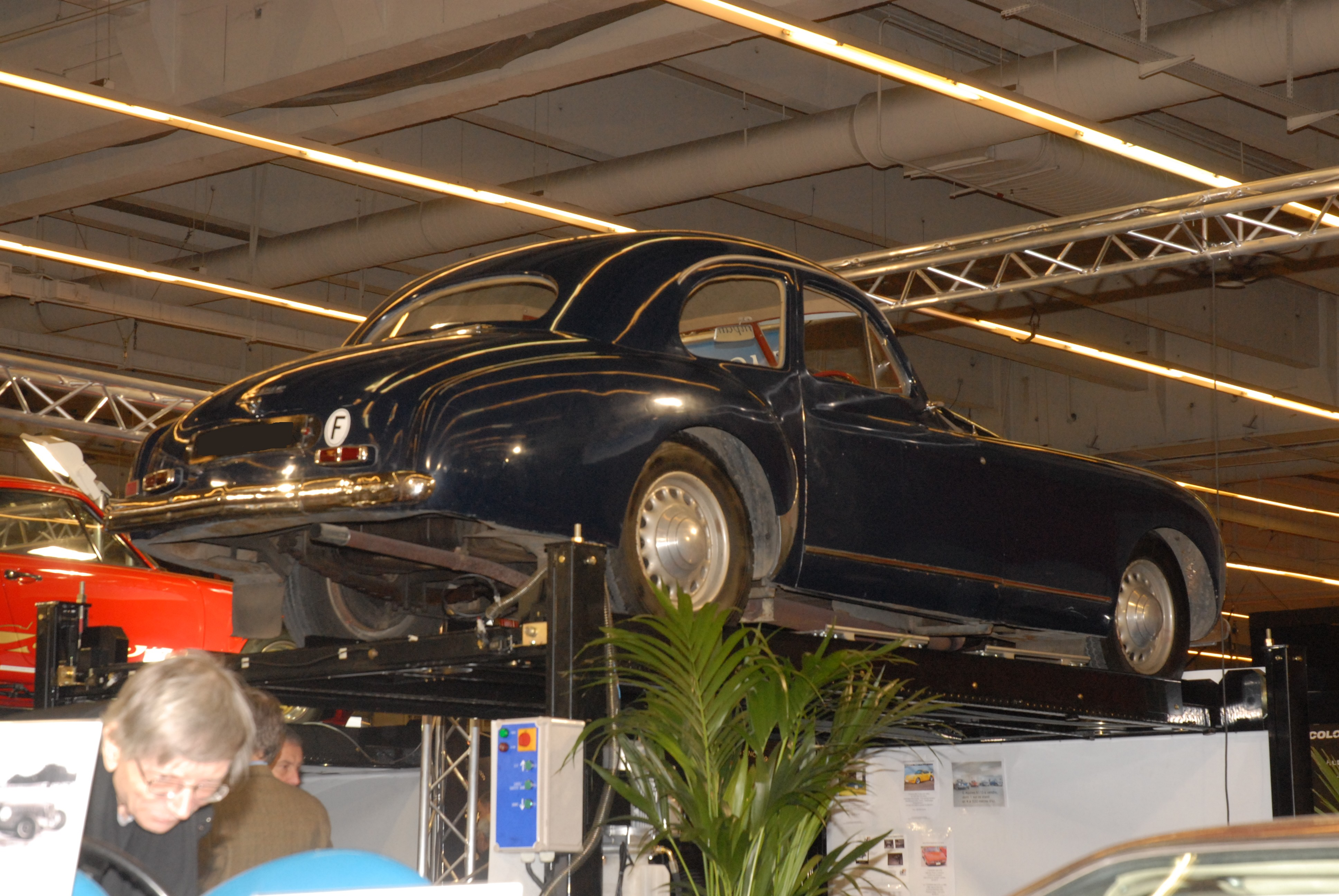
Coach de 1949 à Rétromobile 2009 (arrière).
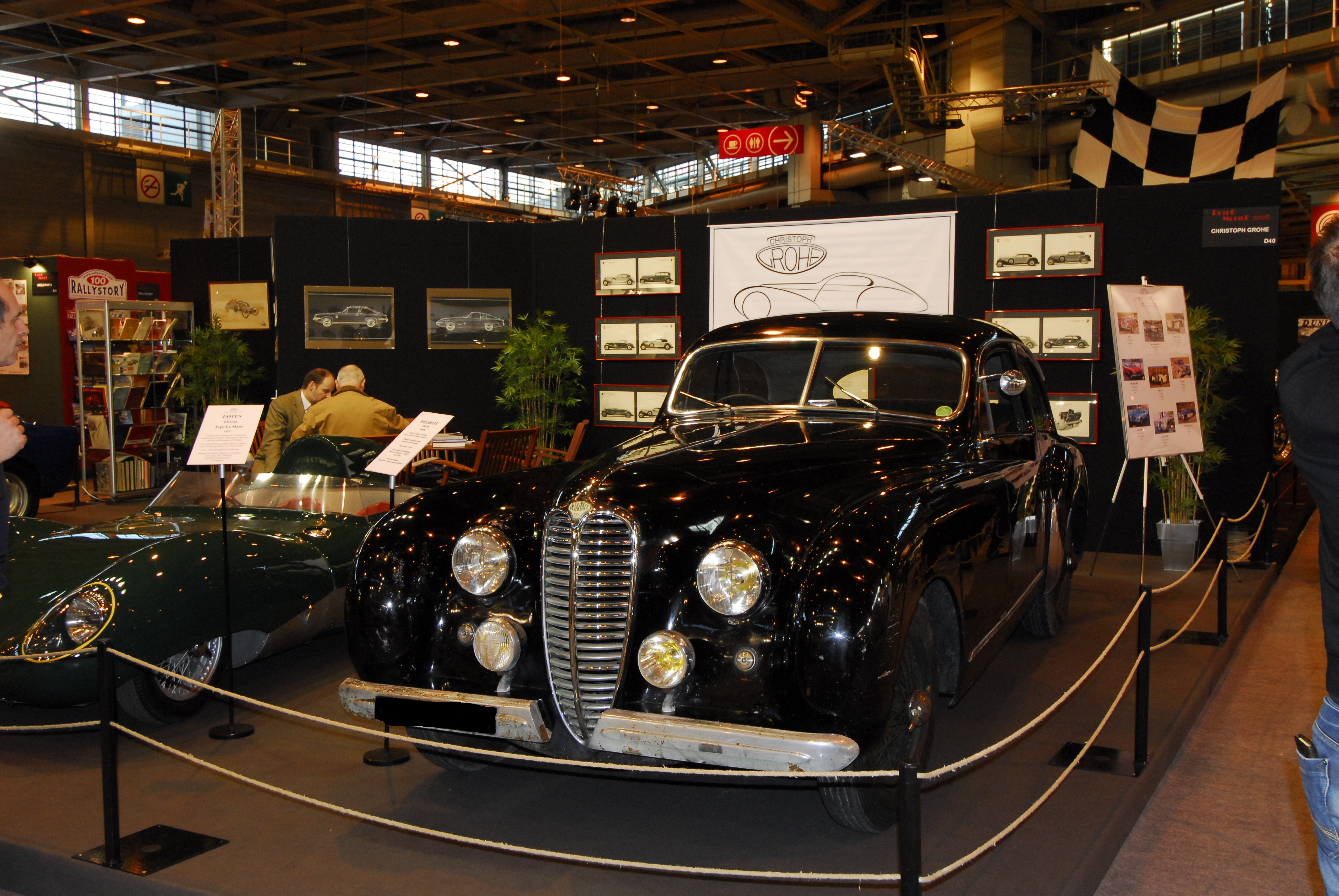
Coach à Rétromobile 2008.